# فرودگاه آبی دیلاین
فرودگاه آبی دیلاین (به انگلیسی: Déline Water Aerodrome) یک فرودگاه همگانی است که یک باند فرود آب دارد. این فرودگاه در کشور کانادا قرار دارد و در ارتفاع ۱۵۶ متری از سطح دریا واقع شده‌است.